# Брусило Ігор Миколайович
Ігор Миколайович Брусило (нар. 1980) — український дипломат, Заступник Керівника Офісу Президента України з 13 березня 2021 року.

## Життєпис
Народився у 1980 році.
Закінчив з відзнаками Київський національний університет імені Тараса Шевченка за спеціальнісю «Переклад» та Українську академію зовнішньої торгівлі за спеціальністю «Міжнародне право».
З 2002 до 2005 року працював в Адміністрації Президента України.
З 2005 до 2007 року працював в Апараті Верховної Ради України.
З 2007 до 2011 року — на дипломатичній службі в Посольстві України в Італійській Республіці.
З 2011 до 2012 року працював в Апараті Верховної Ради України.
З 2012 по 2021 роки — головний консультант, завідувач відділу, заступник Керівника Департаменту, перший заступник Керівника Служби, Керівник Служби Державного Протоколу та Церемоніалу Офісу Президента України.
Указом Президента України 17 березня 2021 року призначений Заступником Керівника Офісу Президента України.

## Дипломатичний ранг
- Надзвичайний і Повноважний Посол України (22.12.2021)[4].

## Родина
Одружений. Дружина — Брусило Ірина Валеріївна. Дочка — Брусило Дарина Ігорівна. (Дані з Е-декларації)

### Декларація
- Е-декларація [Архівовано 16 листопада 2021 у Wayback Machine.]